# Camilla Martelli

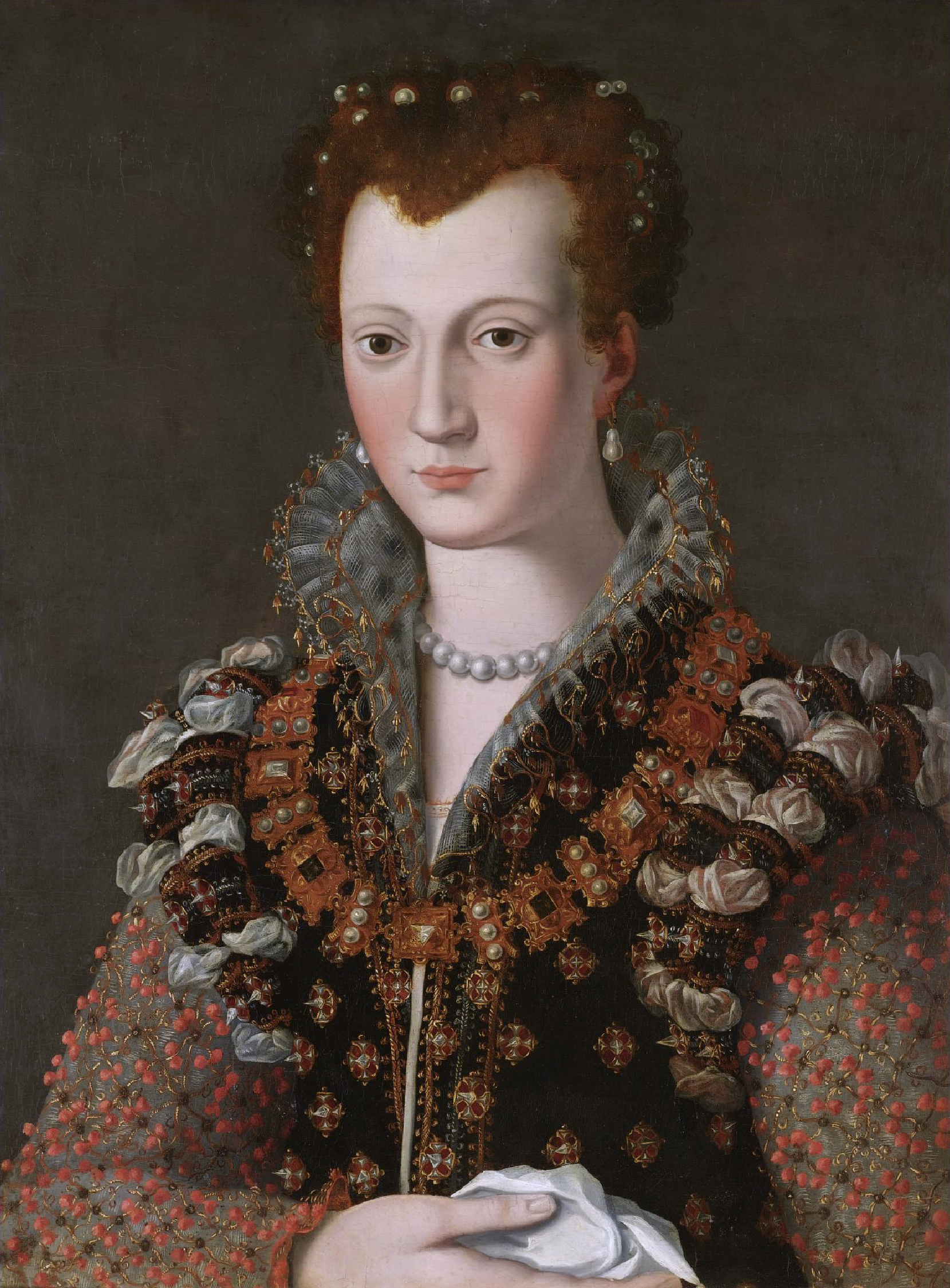
Camilla Martelli

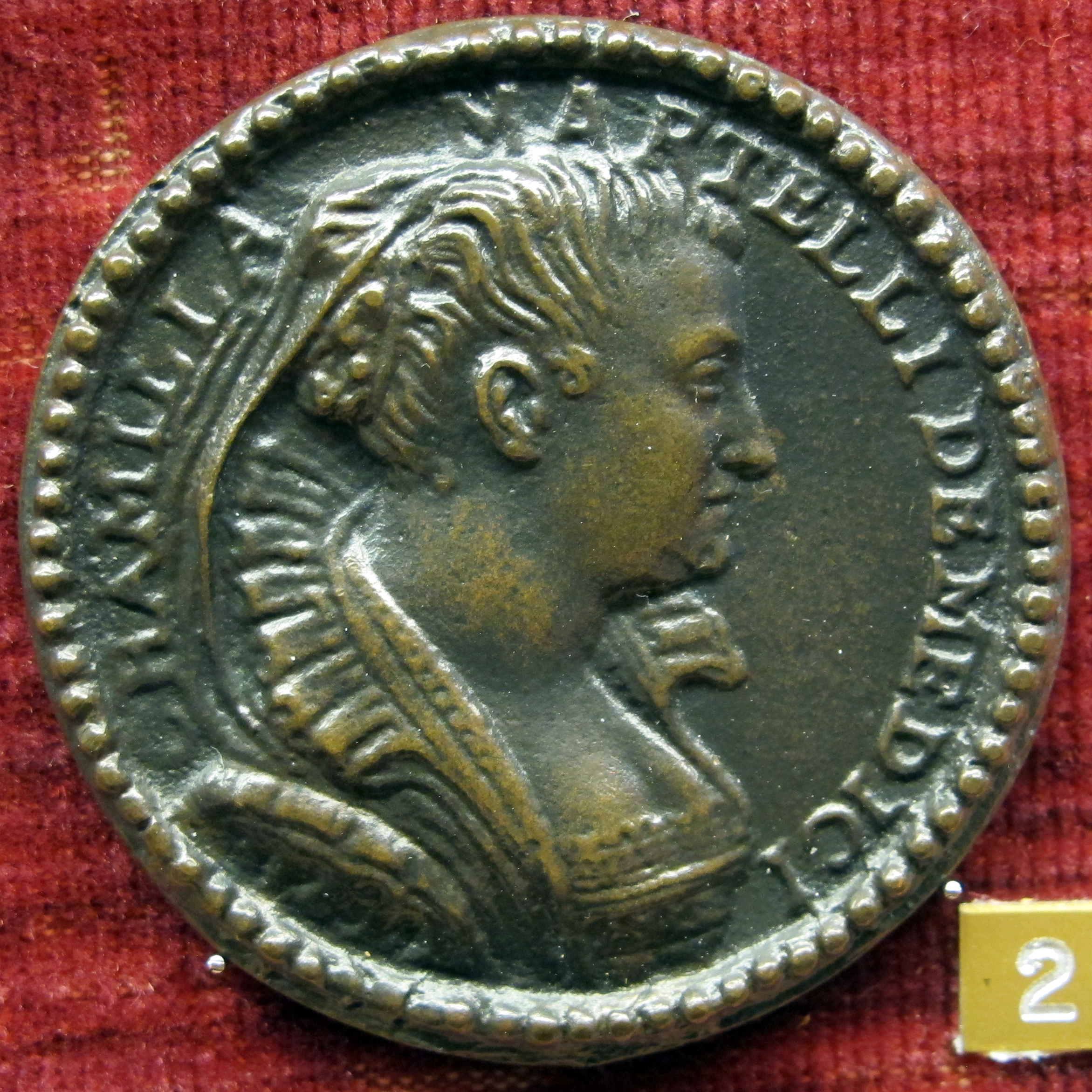
Medaille met haar beeltenis

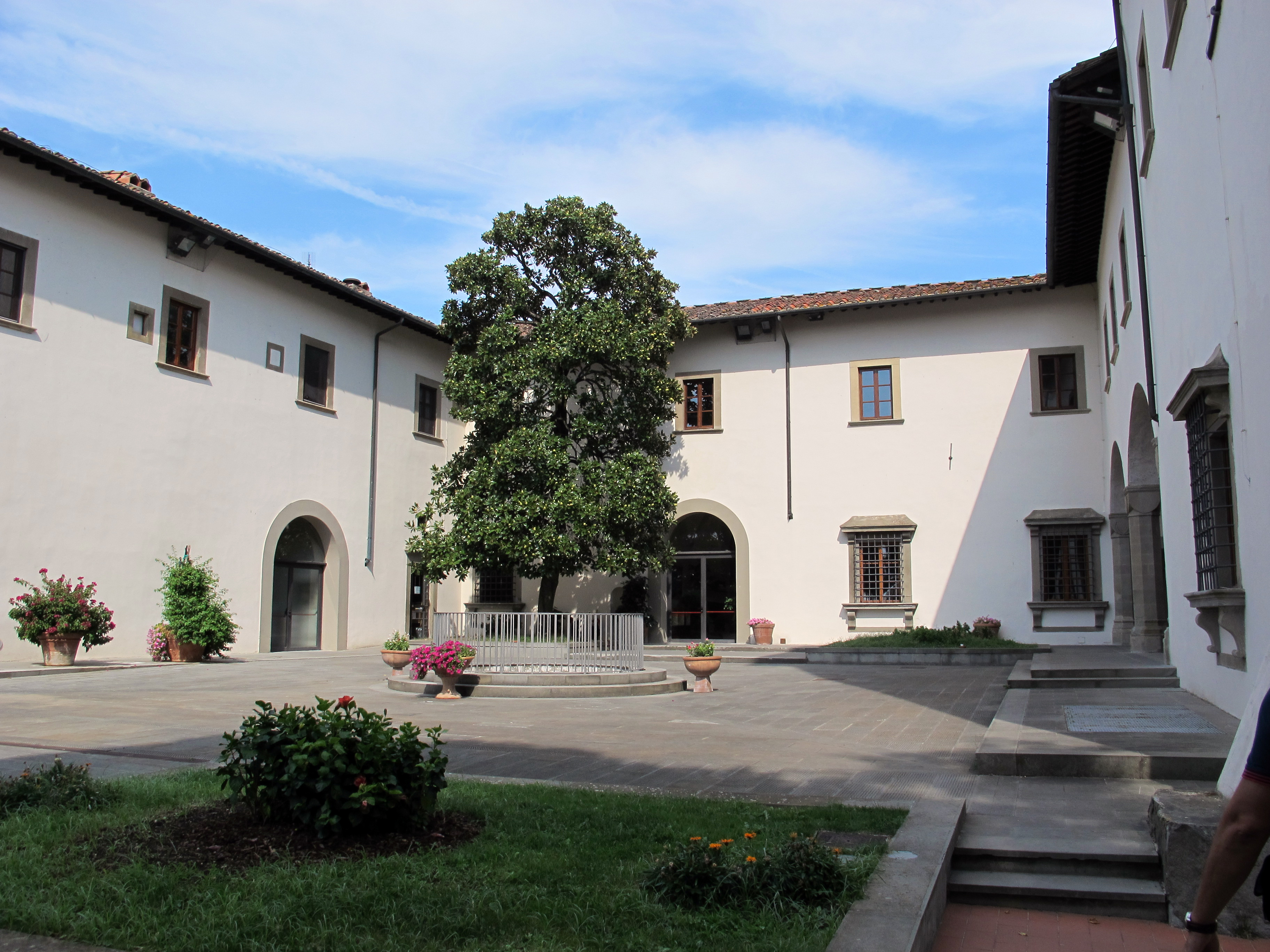
Villa Le Brache, Florence

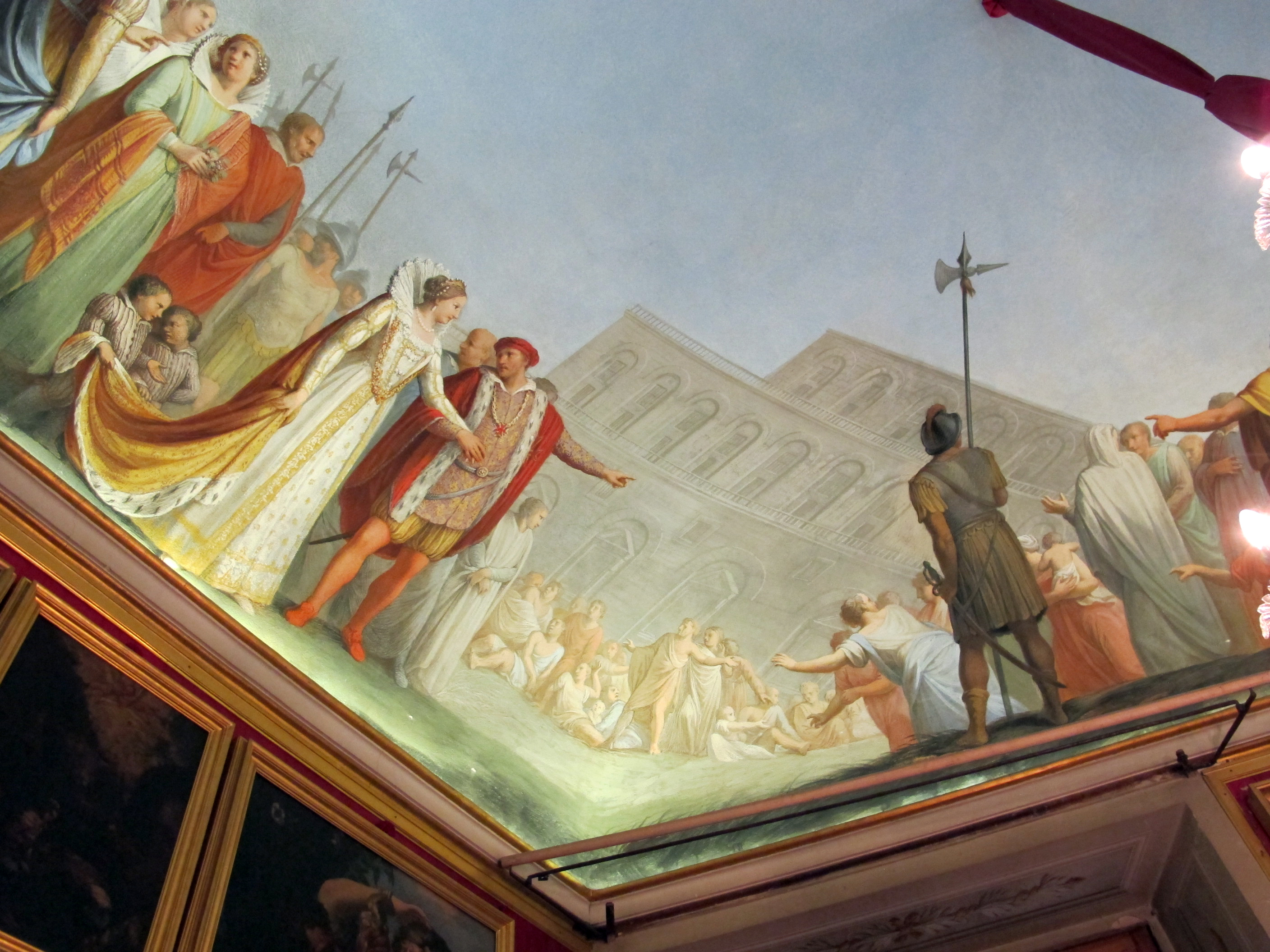
Villa Le Brache. Geïdealiseerd schilderij van haar huwelijk met groothertog Cosimo I de' Medici.

Camilla Martelli (Florence, 1547 – Florence, 30 mei 1590) was de maîtresse en later de tweede echtgenote van Cosimo I de' Medici, groothertog van Toscane. Martelli was geen groothertogin.

## Levensloop

### Maîtresse
Martelli was afkomstig van gegoede burgers van Florence doch was niet van adellijke afkomst. Haar ouders waren Antonio di Domenico Martelli en Fiammetta di Niccolo Soderini. Na haar lager onderwijs in het klooster van Santa Monica in Florence, werd ze vrij jong de maîtresse van de eerste groothertog van Toscane, Cosimo I van het Huis De Medici. De vorige maîtresse van de vorst was Camilla Martelli's nicht, Eleonora Albizzi. Aangezien de groothertog niet meer geïnteresseerd was in Albizzi, trouwde deze laatste in 1567. Martelli nam haar plaats in. Het koppel kreeg een dochtertje, Virginia. Virginia werd vervolgens opgevoed in de familie van een lakei.
De groothertog leefde meer en meer teruggetrokken van het politieke leven, en samen met Martelli. In een gesprek met paus Pius V bleek dat groothertog Cosimo I Martelli wou kronen tot groothertogin; de paus protesteerde. De paus verplichtte Cosimo I om zijn concubine weg te sturen doch dit weigerde Cosimo I. Paus Pius V en Cosimo I kwamen overeen dat Cosimo I en Martelli een morganatisch huwelijk aangingen (1570).

### Echtgenote
Het huwelijk vond plaats in een kapel, zonder publiek, en werd ingezegend door de biechtvader van Cosimo I. Martelli was uitgesloten van de titel van groothertogin doch had de toelating te leven aan het groothertogelijk hof.
Bovendien nam de kroonprins, oudste zoon uit het eerste huwelijk, Francesco I de’ Medici, het regentschap op van Toscane. Francesco I en zijn broers leefden op ramkoers met Martelli. Het echtpaar Francesco I en Martelli leefde afgezonderd in de villa di Castello buiten Florence of soms in de stad Pisa, steeds met een beperkte hofhouding. Hun dochtertje, Virginia, mocht voortaan bij haar moeder verblijven. De vader van Martelli en andere verwanten ontvingen adellijke eretekens van Cosimo I. Francesco I beschuldigde Martelli van diefstal van juwelen.
Martelli kocht villa Le Brache, tegenwoordig in de gemeente Sesto Fiorentino, buiten Florence gelegen. Zij richtte het in naar haar smaak; zo toonde de balzaal het huwelijk tussen haar en groothertog Cosimo I de' Medici alsof het een adellijk huwelijk was met feesten in de stad Florence.
In 1573 trof een beroerte Cosimo I en in 1574 stierf hij.

### Weduwe
De nieuwe groothertog, Francesco I, verjoeg Martelli naar het benedictinessenklooster Murate in Toscane (1574). Zij leefde daar in strikte opsluiting. De 14-koppige hofhouding van Martelli werd de laan uitgestuurd. Zij werd later overgeplaatst naar het Augustinessenklooster Santa Monica, omwille van het minder strenge regime en haar schooljaren daar. In 1586 mocht ze even naar het huwelijk gaan van haar dochter Virginia met Cesare d’Este; toen het bal begon, moest ze terug naar het klooster keren. Martelli kreeg later crisissen van hysterie. Met toelating van de paus vond een duiveluitdrijving plaats (1587).
In 1587 volgde kardinaal Ferdinando I de’ Medici zijn broer Francesco I op als groothertog van Toscane. De kardinaal stelde vast dat de mentale toestand van Martelli slecht was; hij haalde haar uit het klooster voor een rustig verblijf in de villa di Lappeggi, een van de paleizen van het Huis De Medici. De kardinaal liet een joodse vrouw arresteren op beschuldiging van boosaardige betovering van Martelli (1588). De ouders van Martelli kwamen vaak op bezoek. In 1589 vroeg Martelli aan Ferdinando I om te mogen hertrouwen. De kardinaal panikeerde en stuurde haar opnieuw naar het klooster van Santa Monica.
In 1590 stierf Martelli. Zij kreeg een apart graf in de San Lorenzo in Florence; in deze basiliek liggen veel leden van de Medici-familie begraven. Tien dagen later stierf haar vader.
- Gemeinsame Normdatei: 1123245959
- Virtual International Authority File: 4364148451580015970006
- WorldCat: E39PBJmp97d88Mk4jpq8HwcF8C